# Cenlle
Cenlle – gmina w Hiszpanii, w prowincji Ourense, w Galicji, o powierzchni 29,03 km². W 2011 roku gmina liczyła 1331 mieszkańców.